# 중봉로 (김포시)
중봉로(重峯路)는 경기도 김포시 감정동에서 걸포동까지 이어주는 김포시도로, 총 연장은 1.237 km이다.

## 유래
해당 도로명의 유래는 인천광역시에 있는 중봉대로와 마찬가지로, 임진왜란 당시 700여 명의 의병을 이끈 의병장인 중봉 조헌선생의 서원이 위치해 있어서 그렇게 명명하였다.

## 지리

### 통과하는 지자체
- 김포시
  - 감정동 - 북변동 - 걸포동

### 접촉하는 도로
- 직결 : 검단로
- 연결 : 봉화로, 북변중로, 김포대로 (국도 제48호선)

### 주변에 있는 시설
- 김포신안실크밸리3차(단지내상가)
- KT 자바 감정점 (검단로 경계선 부근)
- 맘스터치 김포감정점
- CU 감정중앙점
- 다우동물병원
- 해밝은비뇨기과의원
- LG전자베스트샵 김포점
- 기아 금파대리점
- 홈플러스 김포점
- 스타벅스 김포감정DT점
- 쌍용아파트
- CU 김포대성주유소점
- GS칼텍스 김포대성주유소
- 윤가네남원추어탕
- 자부심주야간보호센터
- 김포서초등학교
- 북변대우아파트
- 김포컨벤션웨딩

### 주변 하천
- 김포대수로